# Шевченко Іван Андрійович
Шевче́нко (Швець, Грушівський) Іва́н Андрійо́вич (1756 — 28 січня (9 лютого) 1849, с. Кирилівка, тепер с. Шевченкове Звенигородського р-ну Черкас. обл.) — дід Шевченка по батькові.

## Життєпис
Датою народження Івана Дмитро Красицький називає 1746 рік, Петро Жур — 1743. Згідно з останніми дослідженнями, опублікованими 2025 року у книзі «Шевченків сад. Родові дерева Моринців і Кирилівки», встановлено, що Іван Андрійович народився між квітнем і серпнем 1756 року.
Займався хліборобством («упражнялся в хлебопашестве»). Соціальний статус — селянин-кріпак дідичного власника села Кирилівка генерал-поручика Василя Васильовича Енгельгардта.
Народився у сім'ї посполитих селян Андрія Швеця та Єфросинії Іванівни.
Був тричі одружений:
- Перша дружина — Агрипина Сергіївна (бл. 1758—1801), від якої народилися семеро дітей: Григорій (1782) батько поета, Омелян (1787), Олена (1790), Сава (1792), Євдокія (1794), Павло (1796), Євдокія (1798).
- Друга дружина — Марфа Василівна (бл. 1766—1820), від шлюбу з якою народилася донька Домнікія (8.01.1805- після 1866)[5]. Шлюб відбувся в 1801 році, проте запису про нього у метричних книгах сіл Звенигородського повіту не виявлено.
- Третя дружина — Марія Омелянівна, вдова Денисенка (бл. 1780—1843). Дітей у цьому шлюбі не було.

У господарстві Івана Андрійовича працювали слуги: у 1793 році — слуга Процько та служниця Зиновія, а у 1798 році — дев'ятнадцятирічна служниця Софія. Це свідчить про відносно добрий матеріальний стан родини.
В архівних документах зафіксовано прізвисько Івана Андрійовича — Грушівський. Вперше воно згадується у 1807 році у формулюванні «Швець Грушівський». Із 1822 року це прізвисько почали широко використовувати не лише сам Іван Андрійович, а й його діти та онуки, і воно спорадично зберігалося у вжитку аж до 1847 року.
Тарас Шевченко зростав під впливом діда Івана, який розповідав йому про події Коліївщини. Хоча під час повстання (1768—1770) Івану Андрійовичу було лише 11–13 років, він міг бути свідком подій та знати безпосередніх учасників. Ці спогади стали одним із джерел поеми «Гайдамаки». В епілозі до поеми поет пише:
Спасибі, дідусю, що ти заховав
В голові столітній ту славу козачу:
Я її онукам тепер розказав
Також Тарас Шевченко згадує діда Івана у повісті «Близнецы» 1849 року, де зазначає, що дід був грамотним і читав церковні книги, зокрема Мінею, а також мав великий вплив на формування світогляду майбутнього поета:
| Дед мой Иван Андреевич был грамотный малороссийский мужик; в посты читал вслух Минею… |
| Дед мой Иван был человеком добрый, разумный и веселый. Он любил меня, как родного сына, и часто рассказывал мне сказки и были о сказках, о гетманах, о славных подвигах запорожцев… |
Про діда також ідеться в листах поета з Петербурга до брата Микити:

| Микито, рідний брате!…Поклонися усім родинам од мене, а надто дідові, коли живий і здоровий. Скажи, нехай невмира швидко, побачимось | 15 листопада 1839. С.-Петербург
| Поцілуй старого діда Івана за мене… | 2 березня 1840. С.-Петербург
Помер Іван Андрійович 28 січня (9 лютого) 1849 року. У записі про смерть в метричній книзі було зазначено вік покійного 106 років. Проте, реальний вік Івана Андрійовича становив близько 92 років.

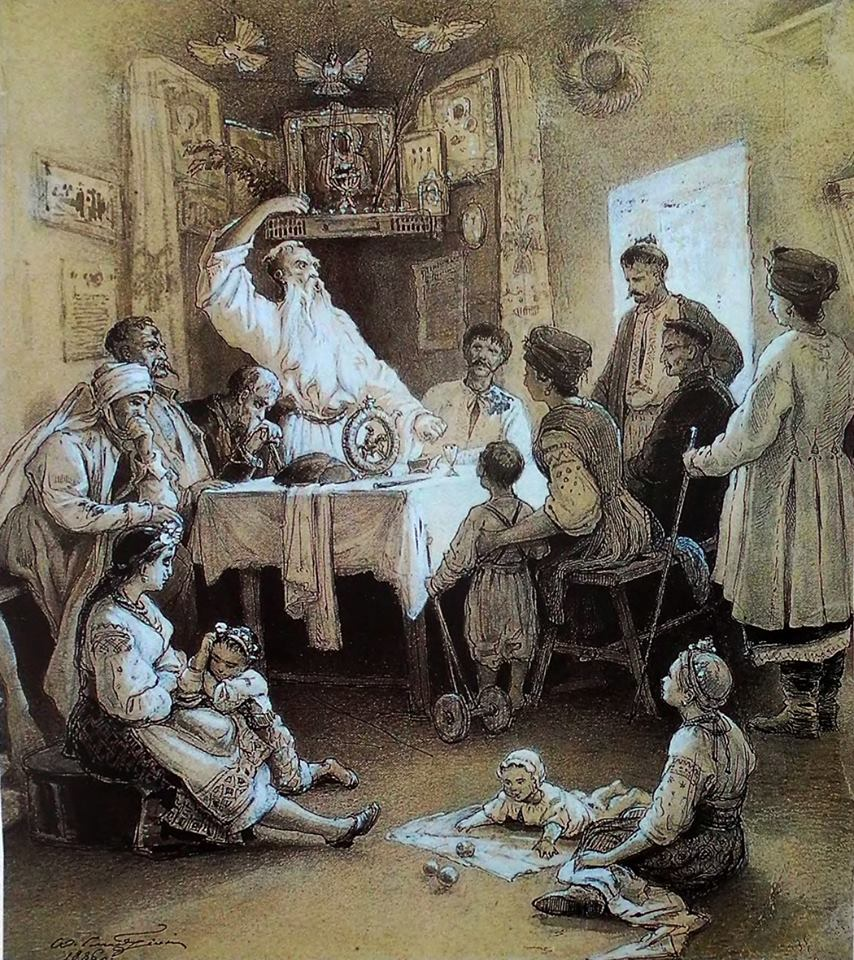
Опанас Сластіон Ілюстрація до поеми Шевченка «Гайдамаки». 1886 рік